# Apia International Sydney 2013 - Qualificazioni singolare femminile
Le qualificazioni del singolare  femminile dell'Apia International Sydney 2013 sono state un torneo di tennis preliminare per accedere alla fase finale della manifestazione. I vincitori dell'ultimo turno sono entrati di diritto nel tabellone principale. In caso di ritiro di uno o più giocatori aventi diritto a questi sono subentrati i lucky loser, ossia i giocatori che hanno perso nell'ultimo turno ma che avevano una classifica più alta rispetto agli altri partecipanti che avevano comunque perso nel turno finale.

## Teste di serie
1. Sabine Lisicki (non ha partecipato per influenza)
2. Sofia Arvidsson (ultimo turno)
3. Lucie Hradecká (secondo turno)
4. Anna Tatišvili (ultimo turno)
5. Kiki Bertens (primo turno)
6. Andrea Hlaváčková (secondo turno)

1. Pauline Parmentier (primo turno)
2. Marina Eraković (ultimo turo)
3. Vania King (secondo turno)
4. Jamie Hampton (non ha partecipato perché in semifinale ad Auckland)
5. Svetlana Kuznecova (Qualificata)
6. Arantxa Rus (primo turno)
7. Johanna Larsson (secondo turno)

## Qualificate
1. Karolína Plíšková
2. Galina Voskoboeva
3. Ayumi Morita

1. Kimiko Date-Krumm
2. Madison Keys
3. Svetlana Kuznecova

## Tabellone

### 1ª sezione
|  | Primo turno       | Primo turno             | Primo turno       | Primo turno | Primo turno |  |  | Secondo turno           | Secondo turno           | Secondo turno           | Secondo turno     | Secondo turno     |   |   | Ultimo turno            | Ultimo turno            | Ultimo turno            | Ultimo turno | Ultimo turno |  |
|  |                   |                         |                   |             |             |  |  |                         |                         |                         |                   |                   |   |   |                         |                         |                         |              |              |  |
|  | Alt               | Nastassja Burnett       | 6                 | 3           | 3           |  |  |                         |                         |                         |                   |                   |   |   |                         |                         |                         |              |              |  |
|  |                   | Estrella Cabeza Candela | 2                 | 6           | 6           |  |  | Estrella Cabeza Candela | Estrella Cabeza Candela | Estrella Cabeza Candela | 6                 | 6                 |   |   |                         |                         |                         |              |              |  |
|  | Paula Ormaechea   | Paula Ormaechea         | 1                 | 6           | 4           |  |  | Melanie Oudin           | Melanie Oudin           | Melanie Oudin           | 2                 | 2                 |   |   |                         |                         |                         |              |              |  |
|  | Melanie Oudin     | Melanie Oudin           | 6                 | 3           | 6           |  |  |                         |                         |                         |                   |                   |   |   | Estrella Cabeza Candela | Estrella Cabeza Candela | Estrella Cabeza Candela | 63           | 2            |  |
|  | Karolína Plíšková | Karolína Plíšková       | Karolína Plíšková | 6           | 6           |  |  |                         |                         | Karolína Plíšková       | Karolína Plíšková | Karolína Plíšková | 7 | 6 |                         |                         |                         |              |              |  |
|  | Aleksandra Panova | Aleksandra Panova       | Aleksandra Panova | 3           | 2           |  |  |                         | Karolína Plíšková       | Karolína Plíšková       | 7                 | 6                 |   |   |                         |                         |                         |              |              |  |
|  | Alt               | Irina Falconi           | 6                 | 2           | 6           |  |  | Alt                     | Irina Falconi           | Irina Falconi           | 65                | 3                 |   |   |                         |                         |                         |              |              |  |
|  | 7                 | Pauline Parmentier      | 4                 | 6           | 4           |  |  |                         |                         |                         |                   |                   |   |   |                         |                         |                         |              |              |  |

### 2ª sezione
|  | Primo turno              | Primo turno              | Primo turno              | Primo turno | Primo turno |  |  | Secondo turno     | Secondo turno            | Secondo turno            | Secondo turno     | Secondo turno     |   |   | Ultimo turno | Ultimo turno    | Ultimo turno    | Ultimo turno | Ultimo turno |  |
|  |                          |                          |                          |             |             |  |  |                   |                          |                          |                   |                   |   |   |              |                 |                 |              |              |  |
|  | 2                        | Sofia Arvidsson          | Sofia Arvidsson          | 6           | 6           |  |  |                   |                          |                          |                   |                   |   |   |              |                 |                 |              |              |  |
|  | WC                       | Monique Adamczak         | Monique Adamczak         | 4           | 2           |  |  | 2                 | Sofia Arvidsson          | Sofia Arvidsson          | 6                 | 6                 |   |   |              |                 |                 |              |              |  |
|  | Ol'ga Alekseevna Pučkova | Ol'ga Alekseevna Pučkova | Ol'ga Alekseevna Pučkova | 6           | 6           |  |  |                   | Ol'ga Alekseevna Pučkova | Ol'ga Alekseevna Pučkova | 2                 | 3                 |   |   |              |                 |                 |              |              |  |
|  | Alexandra Cadanțu        | Alexandra Cadanțu        | Alexandra Cadanțu        | 2           | 4           |  |  |                   |                          |                          |                   |                   |   |   | 2            | Sofia Arvidsson | Sofia Arvidsson | 65           | 64           |  |
|  | WC                       | Azra Hadzic              | Azra Hadzic              | 2           | 4           |  |  |                   |                          |                          | Galina Voskoboeva | Galina Voskoboeva | 7 | 7 |              |                 |                 |              |              |  |
|  |                          | Coco Vandeweghe          | Coco Vandeweghe          | 6           | 6           |  |  | Coco Vandeweghe   | Coco Vandeweghe          | Coco Vandeweghe          | 3                 | 4                 |   |   |              |                 |                 |              |              |  |
|  |                          | Galina Voskoboeva        | Galina Voskoboeva        | 6           | 6           |  |  | Galina Voskoboeva | Galina Voskoboeva        | Galina Voskoboeva        | 6                 | 6                 |   |   |              |                 |                 |              |              |  |
|  | 12                       | Arantxa Rus              | Arantxa Rus              | 2           | 1           |  |  |                   |                          |                          |                   |                   |   |   |              |                 |                 |              |              |  |

### 3ª sezione
|  | Primo turno | Primo turno     | Primo turno   | Primo turno | Primo turno |  |  | Secondo turno | Secondo turno   | Secondo turno  | Secondo turno   | Secondo turno   |   |   | Ultimo turno | Ultimo turno | Ultimo turno | Ultimo turno | Ultimo turno |  |
|  |             |                 |               |             |             |  |  |               |                 |                |                 |                 |   |   |              |              |              |              |              |  |
|  | 3           | Lucie Hradecká  | 3             | 6           | 6           |  |  |               |                 |                |                 |                 |   |   |              |              |              |              |              |  |
|  | WC          | Abbie Myers     | 6             | 2           | 0           |  |  | 3             | Lucie Hradecká  | Lucie Hradecká | 2               | 2               |   |   |              |              |              |              |              |  |
|  |             | Ayumi Morita    | Ayumi Morita  | 6           | 6           |  |  |               | Ayumi Morita    | Ayumi Morita   | 6               | 6               |   |   |              |              |              |              |              |  |
|  | WC          | Naiktha Bains   | Naiktha Bains | 2           | 2           |  |  |               |                 |                |                 |                 |   |   |              | Ayumi Morita | Ayumi Morita | 6            | 6            |  |
|  | Shahar Peer | Shahar Peer     | Shahar Peer   | 0           | 4           |  |  |               |                 | 4              | Marina Eraković | Marina Eraković | 3 | 0 |              |              |              |              |              |  |
|  | Gréta Arn   | Gréta Arn       | Gréta Arn     | 6           | 6           |  |  |               | Gréta Arn       | 5              | 7               | 4               |   |   |              |              |              |              |              |  |
|  | Alt         | Caroline Garcia | 7             | 4           | 4           |  |  | 4             | Marina Eraković | 7              | 4               | 6               |   |   |              |              |              |              |              |  |
|  | 8           | Marina Eraković | 5             | 6           | 6           |  |  |               |                 |                |                 |                 |   |   |              |              |              |              |              |  |

### 4ª sezione
|  | Primo turno       | Primo turno       | Primo turno       | Primo turno | Primo turno |  |  | Secondo turno | Secondo turno     | Secondo turno     | Secondo turno     | Secondo turno     |   |   | Ultimo turno   | Ultimo turno   | Ultimo turno   | Ultimo turno | Ultimo turno |  |
|  |                   |                   |                   |             |             |  |  |               |                   |                   |                   |                   |   |   |                |                |                |              |              |  |
|  | 4                 | Anna Tatišvili    | 6                 | 1           | 7           |  |  |               |                   |                   |                   |                   |   |   |                |                |                |              |              |  |
|  | WC                | Arina Rodionova   | 0                 | 6           | 63          |  |  | 4             | Anna Tatišvili    | Anna Tatišvili    | 6                 | 6                 |   |   |                |                |                |              |              |  |
|  | Julia Cohen       | Julia Cohen       | Julia Cohen       | 3           | 3           |  |  |               | Claire Feuerstein | Claire Feuerstein | 2                 | 3                 |   |   |                |                |                |              |              |  |
|  | Claire Feuerstein | Claire Feuerstein | Claire Feuerstein | 6           | 6           |  |  |               |                   |                   |                   |                   |   |   | Anna Tatišvili | Anna Tatišvili | Anna Tatišvili | 3            | 0            |  |
|  | Mallory Burdette  | Mallory Burdette  | Mallory Burdette  | 1           | 3           |  |  |               |                   | Kimiko Date-Krumm | Kimiko Date-Krumm | Kimiko Date-Krumm | 6 | 6 |                |                |                |              |              |  |
|  | Kimiko Date-Krumm | Kimiko Date-Krumm | Kimiko Date-Krumm | 6           | 6           |  |  |               | Kimiko Date-Krumm | 2                 | 6                 | 6                 |   |   |                |                |                |              |              |  |
|  |                   | Maria Sanchez     | 1                 | 7           | 4           |  |  | 9             | Vania King        | 6                 | 4                 | 2                 |   |   |                |                |                |              |              |  |
|  | 9                 | Vania King        | 6                 | 62          | 6           |  |  |               |                   |                   |                   |                   |   |   |                |                |                |              |              |  |

### 5ª sezione
|  | Primo turno   | Primo turno      | Primo turno      | Primo turno | Primo turno |  |  | Secondo turno | Secondo turno   | Secondo turno   | Secondo turno | Secondo turno |   |   | Ultimo turno | Ultimo turno | Ultimo turno | Ultimo turno | Ultimo turno |  |
|  |               |                  |                  |             |             |  |  |               |                 |                 |               |               |   |   |              |              |              |              |              |  |
|  | 5             | Kiki Bertens     | Kiki Bertens     | 3           | 0           |  |  |               |                 |                 |               |               |   |   |              |              |              |              |              |  |
|  |               | Misaki Doi       | Misaki Doi       | 6           | 6           |  |  |               | Misaki Doi      | Misaki Doi      | 6             | 6             |   |   |              |              |              |              |              |  |
|  |               | Eugenie Bouchard | Eugenie Bouchard | 6           | 6           |  |  | WC            | Storm Sanders   | Storm Sanders   | 2             | 4             |   |   |              |              |              |              |              |  |
|  | WC            | Storm Sanders    | Storm Sanders    | 7           | 7           |  |  |               |                 |                 |               |               |   |   | Misaki Doi   | Misaki Doi   | Misaki Doi   | 3            | 4            |  |
|  | Melinda Czink | Melinda Czink    | Melinda Czink    | 2           | 2           |  |  |               |                 | Madison Keys    | Madison Keys  | Madison Keys  | 6 | 6 |              |              |              |              |              |  |
|  | Madison Keys  | Madison Keys     | Madison Keys     | 6           | 6           |  |  |               | Madison Keys    | Madison Keys    | 6             | 6             |   |   |              |              |              |              |              |  |
|  |               | Camila Giorgi    | Camila Giorgi    | 2           | 3           |  |  | 13            | Johanna Larsson | Johanna Larsson | 2             | 2             |   |   |              |              |              |              |              |  |
|  | 13            | Johanna Larsson  | Johanna Larsson  | 6           | 6           |  |  |               |                 |                 |               |               |   |   |              |              |              |              |              |  |

### 6ª sezione
|  | Primo turno   | Primo turno            | Primo turno | Primo turno | Primo turno |  |  | Secondo turno | Secondo turno      | Secondo turno      | Secondo turno      | Secondo turno |   |   | Ultimo turno | Ultimo turno  | Ultimo turno | Ultimo turno | Ultimo turno |  |
|  |               |                        |             |             |             |  |  |               |                    |                    |                    |               |   |   |              |               |              |              |              |  |
|  | 6             | Andrea Hlaváčková      | 65          | 6           | 6           |  |  |               |                    |                    |                    |               |   |   |              |               |              |              |              |  |
|  |               | Kristýna Plíšková      | 7           | 3           | 2           |  |  | 6             | Andrea Hlaváčková  | 6                  | 1                  | 4             |   |   |              |               |              |              |              |  |
|  | Mirjana Lučić | Mirjana Lučić          | 5           | 6           | 64          |  |  |               | Jana Čepelová      | 3                  | 6                  | 6             |   |   |              |               |              |              |              |  |
|  | Jana Čepelová | Jana Čepelová          | 7           | 3           | 7           |  |  |               |                    |                    |                    |               |   |   |              | Jana Čepelová | 7            | 0            | 2            |  |
|  | Karin Knapp   | Karin Knapp            | 6           | 2           | 1           |  |  |               |                    | 11                 | Svetlana Kuznecova | 5             | 6 | 6 |              |               |              |              |              |  |
|  | Alexa Glatch  | Alexa Glatch           | 3           | 6           | 6           |  |  |               | Alexa Glatch       | Alexa Glatch       | 1                  | 1             |   |   |              |               |              |              |              |  |
|  |               | Stéphanie Foretz Gacon | 1           | 6           | 2           |  |  | 11            | Svetlana Kuznecova | Svetlana Kuznecova | 6                  | 6             |   |   |              |               |              |              |              |  |
|  | 11            | Svetlana Kuznecova     | 6           | 2           | 6           |  |  |               |                    |                    |                    |               |   |   |              |               |              |              |              |  |